# Pachycraerus ueleanus
Pachycraerus ueleanus är en skalbaggsart som beskrevs av Desbordes 1922. Pachycraerus ueleanus ingår i släktet Pachycraerus och familjen stumpbaggar. Inga underarter finns listade i Catalogue of Life.